# NGC 5116
NGC 5116 est une galaxie spirale barrée située dans la constellation de la Chevelure de Bérénice. Sa vitesse par rapport au fond diffus cosmologique est de 3 146 ± 18 km/s, ce qui correspond à une distance de Hubble de 46,4 ± 3,3 Mpc (∼151 millions d'al). NGC 5116 a été découverte par l'astronome germano-britannique William Herschel en 1785.
La classe de luminosité de NGC 5116 est III et elle présente une large raie HI. De plus, c'est une galaxie du champ, c'est-à-dire qu'elle n'appartient pas à un amas ou un groupe et qu'elle est donc gravitationnellement isolée.
À ce jour, 14 mesures non basées sur le décalage vers le rouge (redshift) donnent une distance de 44,793 ± 2,746 Mpc (∼146 millions d'al), ce qui est à l'intérieur des valeurs de la distance de Hubble.